# Navarra (Schiff, 1994)
Die Navarra (Kennung: F85) ist eine Lenkwaffenfregatte der Santa-María-Klasse der spanischen Marine, die auf dem amerikanischen Entwurf der Oliver-Hazard-Perry-Klasse basiert.

## Geschichte

### Bau
Die Kiellegung auf der Bazán-Werft in Ferrol war am 15. April 1991 und der Stapellauf folgte am 23. Oktober 1992. Das Schiff wurde am 27. Mai 1994 in Dienst gestellt und ist in Rota stationiert.

### Einsätze
Spanien entsandte zur Bekräftigung der spanischen Besitzansprüche an der Isla del Perejil die Navarra nach Ceuta, die dort am 15. Juli 2002 zusammen mit der Fregatte Numancia eintraf, siehe Petersilienkrieg.
Am 9. Dezember 2002 fing die Navarra auf Bitte der Regierung der Vereinigten Staaten den ohne Flagge fahrenden Frachter So San ab. Dies geschah mehrere hundert Meilen südöstlich des Jemen im Rahmen der Operation Enduring Freedom. Die Navarra setzte dem Frachter einen Schuss vor den Bug, nachdem dieser einer Aufforderung beizudrehen nicht nachgekommen war und zu fliehen versuchte. Die Fracht des Schiffes, das mit Nordkoreanern bemannt war, bestand aus 15 R-17-Raketen, 15 Gefechtsköpfen sowie Containern mit Salpetersäure. Der Jemen gab bekannt, dass die Ladung dem Land gehöre und protestierte gegen die Aufbringung.